# 博里亞京 (羅馬尼夫區)
50°8′55″N 28°6′44″E / 50.14861°N 28.11222°E
博里亞京（烏克蘭語：Борятин），是烏克蘭北部的村莊，隸屬日托米爾州的日托米爾區。該村始建於1920年，面積0.07平方公里，海拔高度222米，2001年人口117。